# Не брини
Не брини је први студијски албум српске певачице Наташе Беквалац. Албум је објављен 2001. године у издању издавачке куће Сити рекордс. Диск садржи 8 песама укључујући мега-хит Лажи ме који је Наташа извела на фестивалу Сунчане скале 2000. године у вечери Нових звезда.

## Списак песама
На албуму се налазе следеће песме:
| Бр. | Назив               | Текст              | Музика             | Аранжман       | Трајање |
| --- | ------------------- | ------------------ | ------------------ | -------------- | ------- |
| 1.  | Не брини            | Милан Бојанић      | Милан Бојанић      | Владо Георгиев | 03:39   |
| 2.  | Дечко ти си луд     | Нена Лековић       | Нена Лековић       | Радомир Пајић  | 02:59   |
| 3.  | Само си мој         | Милан Бојанић      | Милан Бојанић      | Владо Георгиев | 03:34   |
| 4.  | Мирис               | Ана Станић         | Ана Станић         | Владо Георгиев | 03:39   |
| 5.  | Лажи ме             | Добривоје Канурски | Добривоје Канурски | Владо Георгиев | 03:44   |
| 6.  | Празником и недељом | Нена Лековић       | Нена Лековић       | Радомир Пајић  | 03:45   |
| 7.  | Зар с' њом          | Нена Лековић       | Нена Лековић       | Радомир Пајић  | 03:03   |
| 8.  | Највећи на свету    | Добривоје Канурски | Добривоје Канурски | Владо Георгиев | 03:52   |

## Информације о албуму
- Продуценти: Владо Георгиев, Радомир Пајић
- Пратећи вокали: Александра Радовић, Ана Штајдохар, Владо Георгиев
- Снимано у студију "Барба" и "Пинк"
- Сниматељ: Дејан Миленковић
- Микс: Владо Георгиев
- Постпродукција: Владо Георгиев, Дејан Миленковић
- Фото: Марко Тодоровић
- Фризура: Lady
- Шминка: Марко
- Музички уредник: Горан Томановић
- Генерални директор: М. Радунов
- Директор продукције: Станко Терзић
- Главни и одговорни уредник: Милица Митровић

## Спотови
- Мирис